# ČSD T 457.0 sorozat
A ČSD T 457.0 sorozat egy csehszlovák Bo'Bo' tengelyelrendezésű, dízelvillamos-erőátvitelű dízelmozdony-sorozat volt. 1978 és 1989 között összesen 60 db-ot gyártott a ČKD a ČSD részére. Csehszlovákia felbomlása után a mozdonyokból 49 db a ČD-hez, mint ČD 730 sorozat, 19 db a ŽSSK-hoz, mint ŽSSK 730 sorozat került.